# 阿尔沃拉亚
阿尔沃拉亚（西班牙語：Alboraya，西班牙語發音：[alβoˈɾaʝa]）是西班牙瓦伦西亚自治区巴伦西亚省的一个市镇。总面积8平方公里，总人口18201人（2001年），人口密度2275人/平方公里。